# Льон Черняєва
Льон Черняєва (Linum czernjajevii) — вид квіткових рослин родини льонових (Linaceae).

## Біоморфологічна характеристика
Це однорічна рослина 10—60 см заввишки. Рослина сірувато-зелена. Стебла вкриті простими та залізистими волосками, а по ребрах — і гострими щетинками. Віночок 6–8 мм завдовжки.

## Поширення
Росте в Україні.
В Україні росте на крейдяних, вапнякових і гранітних оголеннях — у Лівобережних Лісостепу та Степу, звичайний; на Правобережжі, рідкісний (Херсонська обл., Нововоронцовський р-н, с. Золота Балка; Бериславський р-н, с. Качкарівка над Дніпром).